# PayDox
PayDox — система электронного документооборота, управления бизнес-процессами, совместной работой и взаимоотношениями с клиентами и контрагентами (CRM), корпоративный портал, использующий электронный документооборот как инструментальную базу с широким набором стандартных необходимых каждому предприятию функций и неограниченными возможностями расширения и интеграции. Разработка компании ООО «Пэйбот». Компания занимается созданием программного обеспечения на web-технологиях для бизнеса.

## Назначение системы
Система PayDox предназначена для управления корпоративными документами, совместной работой сотрудников, взаимоотношениями с клиентами и контрагентами (CRM), бизнес-процессами предприятия. 
Система позволяет:
- работать с любыми типами (категориями) электронных документов: входящие и исходящие документы, договорная документация, организационно-распорядительные документы (ОРД), служебные и докладные записки, доверенности, заявки на закупку и оплату, заявки на выделение ресурсов, платежные документы, обращения граждан, документы CMK, техническая документация, тендерная документация, пропуска и любые другие;
- осуществлять контроль сроков исполнения документов, задач и поручений, контроль доступа пользователей к документам и сообщениям в корпоративных дискуссионных форумах;
- управлять совместной работой сотрудников и взаимоотношениями с клиентами и контрагентами (CRM);
- структурировать бизнес-процессы и управлять бизнес-процессами предприятия;
- обеспечить безопасный web-доступ сотрудников к корпоративному файловому архиву — как извне (при необходимости), так и изнутри корпоративной локальной сети.

Функциональность «PayDox Электронный документооборот» включает возможности для организации единого электронного документооборота предприятия в соответствии с российскими нормами делопроизводства:
- электронное согласование и утверждение документов,
- ведение версий документов,
- рассылку и ознакомление сотрудников с документами,
- работу с платежными документами: ведение и учет платежных документов, управление договорами, создание отчетов о платежных балансах по договорам, создание отчетов о платежных балансах по предприятию, контроль исполнения платежей и создание отчетов о задолженностях, контроль затрат и создание отчетов по статьям затрат, формирование и исполнение бюджетов.

## Функциональные возможности
- Кейс-менеджмент — Управление задачами, поручениями и совместной работой сотрудников (Адаптивный кейс-менеджмент)
- Управление взаимоотношениями с клиентами и контрагентами (CRM) и воронка продаж
- Электронное согласование, утверждение, контроль исполнения документов и дистанционная работа
- Создание резолюций, ознакомление сотрудников с документами, автоматические e-mail-рассылки уведомлений и документов, формирование Дел
- Управление договорами, ОРД, платежными документами, документооборот бюджетирования
- Ведение всей истории работы с документами и проектами
- Календарное планирование
- Ведение версий документов
- Автоматизация управленческого учета и отчетности через интеграцию СЭД с Microsoft Excel
- Управление закупками, совещаниями и другими событиями
- Интеграция с Microsoft Office, почтовыми программами, бухгалтерскими системами и другими корпоративными приложениями
- Интеграция с Microsoft SharePoint
- Создание произвольной отчетности, использование простых стандартных средств настройки на новые виды документов
- Безопасная работа с удаленными подразделениями предприятия через web-браузер, по электронной почте и SMS
- Поддержка территориально распределенного документооборота для крупных холдинговых и многофилиальных структур
- Простая установка системы электронного документооборота для малых и средних предприятий
- Управление бизнес-процессами
- Управление файловым каталогом, обеспечение безопасного web-доступа к архиву документов, фотографий и видео — как извне, так и изнутри корпоративной локальной сети
- Поддержка многоязычных интерфейсов. В настоящее время система позволяет в процессе работы переключаться между языками: русским, английским, украинским, чешским, венгерским. Система может быть быстро локализована для любого другого языка и национальных особенностей ведения корпоративных документов.
- Рабочие места для PayDox могут быть на планшетах iPad и Android.

## Архитектура системы
Система PayDox имеет трехуровневую архитектуру.
В состав СЭД входят:
- сервер базы данных Microsoft SQL Server или Microsoft Access;
- веб-сервер Microsoft Internet Information Services (IIS);
- клиентские приложения — Microsoft Internet Explorer, Mozilla Firefox, Google Chrome, Apple Safari; Microsoft Office, OpenOffice.org (под Linux).

Гибкая архитектура PayDox позволяет легко интегрировать систему с корпоративными приложениями.

## Версии системы
- Версия PayDox Enterprise представляет собой полнофункциональный вариант системы PayDox, требующий для своего функционирования СУБД Microsoft SQL Server (также можно использовать бесплатную версию MS SQL Express). PayDox Enterprise позволяет обслуживать несколько сотен одновременно работающих пользователей, используя один компьютерный сервер.
- Версия PayDox Light представляет собой полнофункциональный вариант системы PayDox, не требующий установки Microsoft SQL Server. Данная версия использует базу данных в формате Microsoft Access. Структура этой базы данных аналогична структуре базы данных системы для Microsoft SQL Server. PayDox Light позволяет обслуживать несколько десятков одновременно работающих пользователей или индивидуальных пользователей, работающих вне офиса.
- Версия PayDox Team представляет собой бесплатный полнофункциональный вариант системы PayDox, позволяющий работать с системой пяти пользователям с расширенными правами (Power Users), в том числе обладающим правами администратора системы, правами утверждающего и правами согласующих; и неограниченному количеству пользователей с общедоступными правами (Public Users), чтобы знакомиться с общедоступными или адресованными им документами, участвовать в бизнес-процессах предприятия, работать с корпоративным файловым архивом, участвовать в корпоративных обсуждениях, а также получать поручения от других сотрудников и получать от системы автоматические e-mail-уведомления о документах и поручениях. При этом, по желанию, можно давать доступ в систему (или, наоборот, запретить доступ) неограниченному количеству авторизованных пользователей с общедоступными правами. Пользователи с общедоступными правами могут самостоятельно регистрироваться в системе и немедленно приступать к работе.Версия не имеет ограничений по сроку использования.

## Сертификация системы
- Система PayDox прошла официальное тестирование и сертификацию компании Microsoft и размещена в каталоге решений компании Microsoft.
- СЭД PayDox сертифицирована на соответствие требованиям государственных стандартов.

## Внедрения системы
- нефтяные компании
- энергетические компании
- предприятия газовой отрасли
- металлургические предприятия
- машиностроительные предприятия
- строительные компании
- пенсионные фонды
- аудиторские компании
- страховые компании
- финансовые и инвестиционные компании
- торговые компании
- сети ресторанов и кофеен
- фармацевтические компании
- медицинские учреждения
- центры управления воздушным движением
- авиакомпании
- государственные учреждения
- высшие и средние учебные заведения

## Критика
- К недостаткам системы можно отнести отсутствие многоплатформенности для сервера системы — система базируется на использовании ПО Microsoft: Microsoft Internet Information Services и СУБД Microsoft SQL Server или Microsoft Access.
- Следует отметить, что многоплатформенность для рабочих мест пользователей системы обеспечена — они могут быть как под операционной системой Windows, так и под операционной системой Linux и использовать для работы браузеры: Microsoft Internet Explorer, Mozilla Firefox, Google Chrome, Apple Safari.